# 岩手南農業協同組合
| 岩手南農業協同組合    | 岩手南農業協同組合         |
| --------------------- | -------------------------- |
| 統一金融機関コード    | 3586                       |
| SWIFTコード           | なし                       |
| 代表理事組合長        | 千葉長吉                   |
| 店舗数                | 12店 （2009年9月30日現在） |
| 設立日                | 1998年3月1日               |
| 本店                  |                            |
| JAいわて南 本店       |                            |
| 所在地                | 〒021-0027                 |
| 岩手県一関市竹山町7-1 |                            |

岩手南農業協同組合（いわてみなみのうぎょうきょうどうくみあい、略称JAいわて南、岩手南農協）は、岩手県一関市に本店を置いていたかつての農業協同組合。
平泉町から指定金融機関を受託していた。

## 沿革
- 1998年3月1日 - 一関市・花泉町・平泉町の3農協が新設合併し、岩手南農業協同組合が発足。
- 2014年3月1日 - いわい東農業協同組合と新設合併し、いわて平泉農業協同組合に改称。

## 店舗
一関市
- 本店・山目支店 - 竹山町7-1
- 一関支店 - 上大槻街1-25
- 真滝支店 - 滝沢苦木148-7
- 舞川支店 - 舞川堀切47-2
- 萩荘支店 - 萩荘境の神365
- 厳美支店 - 厳美町滝の上212
- 中里支店 - 中里江川182-5
- 花泉支店 - 花泉町湧津一の町11
- 永井支店 - 花泉町永井粒乱田269-4

西磐井郡平泉町
- 平泉支店 - 平泉志羅山12-6
- 長島支店 - 長島砂子沢2

## 主な作物
- 米
- 牛肉（いわて南牛・磐井牛）
- トマト
- ナス（東北産地１位）

　　品種は主に「くろべえ」
　　作付面積　1809.5a　
　　栽培者数　127名
- ニラ
- ダイコン
- きゅうり
- ネギ
- タマネギ

　　品種は「ラッキー」他品種に比べ甘みがあり、軟らかく美味。
- ふきのとう
- フキ
- イチゴ
- 花（キク・リンドウ）

　　作付面積　小菊850a　リンドウ1540a
　　栽培者数　106名